# Graciliclava
Graciliclava là một chi ốc biển, là động vật thân mềm chân bụng sống ở biển trong họ Turridae.

## Các loài
Các loài thuộc chi Graciliclava bao gồm:
- Graciliclava costatus (Hedley, 1922)[3]